# 冶头镇
冶头镇，是中华人民共和国山西省晋中市昔阳县下辖的一个乡镇级行政单位。

## 行政区划
冶头镇下辖以下地区：
东冶头村、雀鸣村、卧龙山村、白沙岩村、万家山村、静阳村、东固壁村、李家垴村、水磨头村、林咀村、天圣庙村、葱窝村、沾上村、套掌村、前岩村、里岩村、活石村、前庄村、北庄村、南坡庄村、寺家坪村、前峪掌村、阳坡村、韩信井村和里峪掌村。